# Pavlovci (Nova Kapela)
Pavlovci su naseljeno mjesto u Republici Hrvatskoj u općini Nova Kapela u Brodsko-posavskoj županiji. 

## Zemljopis
Pavlovci se nalazi na južnim obroncima Požeške gore. Susjedna naselja su Komorica na istoku, Stara Kapela na jugu, te Gornji Lipovac i Donji Lipovac na zapadu.

## Stanovništvo
Prema popisu stanovništva iz 2011. godine Pavlovci su imali 40 stanovnika. 
| broj stanovnika | 205   |       |       |       |       |       |       |       | 264   | 261   | 231   | 152   | 124   | 82    | 69    | 40    | 23    |
|                 | 1857. | 1869. | 1880. | 1890. | 1900. | 1910. | 1921. | 1931. | 1948. | 1953. | 1961. | 1971. | 1981. | 1991. | 2001. | 2011. | 2021. |